# Забежки (станция)
Забе́жки (пол. Zabieżki) — железнодорожная станция, находящаяся рядом с деревней Забежки, в сельской гмине Целестынув в Мазовецком воеводстве (Польша). Имеет одну платформу и два пути.
Построена в 1923 году. Проходит по седьмой железнодорожной линии Варшава-Восточная — Дорогуск.